# Cholm-Žirkovskij rajon
Il Cholm-Žirkovskij rajon (in russo Холм-Жирковский район?) è un rajon dell'Oblast' di Smolensk, nella Russia europea; il capoluogo è Cholm-Žirkovskij. Istituito nel 1929, ricopre una superficie di 2.033,4 chilometri quadrati.